# Voda
Voda (lett. "Acqua") è un singolo della cantante slovena Ana Soklič, pubblicato il 20 marzo 2020. Il brano è scritto e composto dalla stessa cantante con Bojan Simončič.
Il 22 febbraio 2020 l'artista ha preso parte ad EMA, la selezione slovena per l'Eurovision Song Contest, dove è stata proclamata vincitrice nella superfinale a due con il 54% dei voti dal pubblico, diventando così la rappresentante slovena all'Eurovision Song Contest 2020 a Rotterdam, nei Paesi Bassi.

## Tracce
1. Voda – 3:01